# Contact (Pioneers of Love)
Contact is het debuutalbum van de Nederlandse popgroep Pioneers of Love. Dit album verschijnt op 4 november 2011.

## Tracklist
1. Contact
2. Walhalla
3. New Frontiers
4. Arrest me now
5. Persist & Pretend
6. For All I Care
7. I'll Lead The Way
8. Fear of Heights
9. Home
10. Franz
11. Biogenesis